# Río Tolantongo
El río Tolantongo es una corriente de agua que corre por el estado de Hidalgo en el centro de México. En lo que respecta a la hidrología se encuentra posicionado en la región hidrológica del río Pánuco; en la cuenca del río Moctezuma; dentro de la subcuenca del río Amajac.
Las aguas provienen de los escurrimientos que se forman en la Sierra de Juárez en el municipio de Cardonal, formando el río conocido como Arroyo Hondo, que cuando pasa por el cañón y se mezcla con las aguas de las Grutas de Tolantongo, toma el nombre de Tolantongo; el cual continúa su curso dirección oeste-este durante unos 5 km, y desemboca en el río Amajac cerca de la localidad de Itztacapa en el municipio de Eloxochitlán.
Recibe en promedio unos 800 mm de lluvia anualmente, de esta lluvia, la mayor parte se concentra, en muchas ocasiones de manera torrencial, en los meses de agosto y principalmente en septiembre. El agua de las grutas proviene de una compleja serie de canales dentro de la montaña que calienta el agua a alrededor de 20 °C. Gran parte de esta agua mora en nichos en el lado rocoso de la barranca, que tiene un efecto de enfriamiento. Otro factor es que el agua se mezcla con agua sin calentar, el resultado es un agua tibia en su mayoría fuera de las grutas y en el propio río. Destaca por su color azul claro como consecuencia de un alto contenido de sales minerales que recoge en su paso por la montaña.